# Rivière-du-Loup (municipio regional de condado)
Rivière-du-Loup (AFI: /ᴚivjɛᴚdylu/), significando Río del Lobo en francés, es un municipio regional de condado (MRC) de la provincia de Quebec en Canadá. Está ubicado en la región administrativa de Bas-Saint-Laurent. El chef-lieu y municipio más poblado es Rivière-du-Loup.

## Geografía

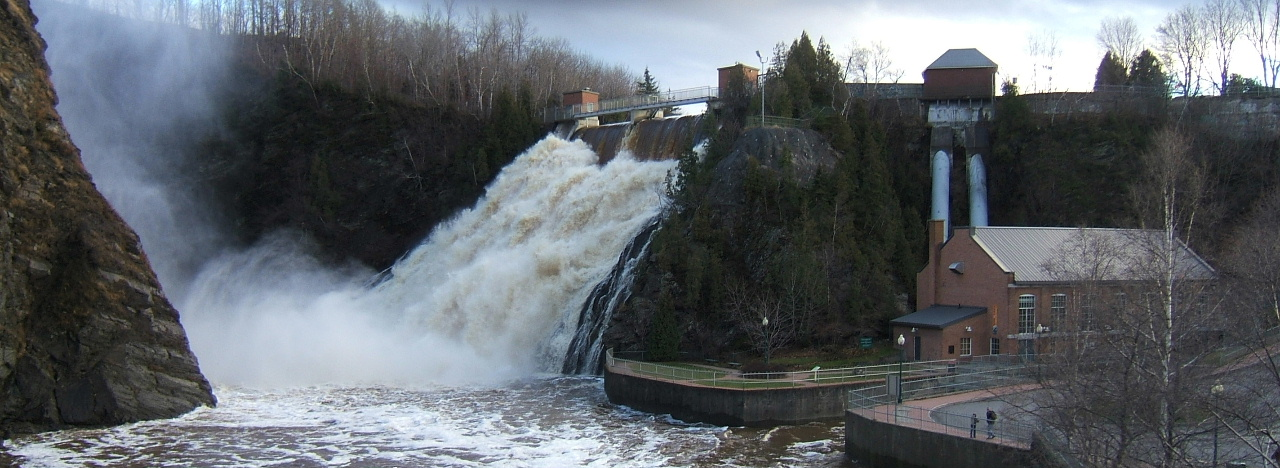
Catarata de la rivière du Loup.

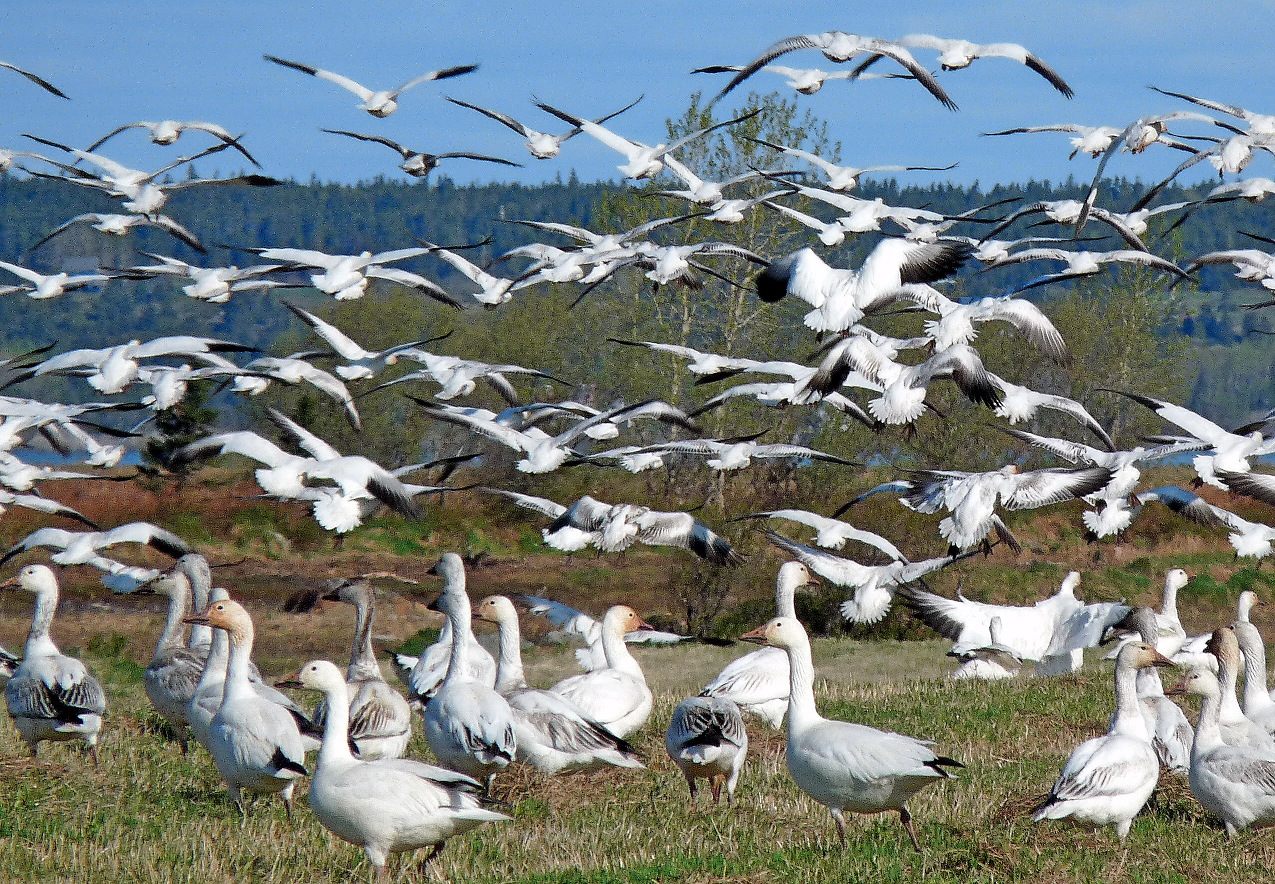
Gansos blancos en L’Isle-Verte.

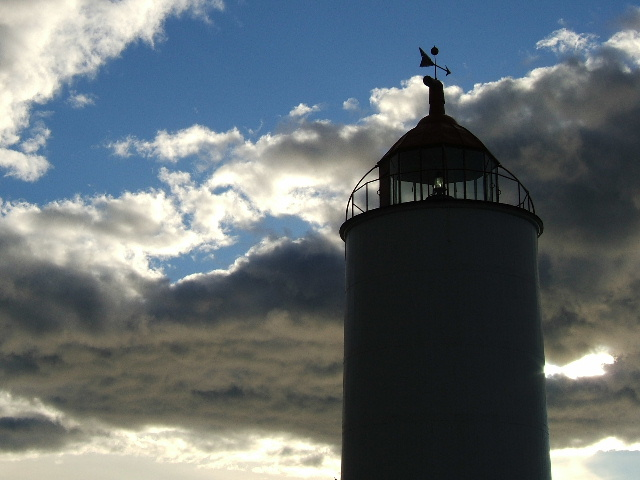
Faro de la isla Verde.

El MRC de Rivière-du-Loup se encuentra en la costa sur del estuario del San Lorenzo. Limita al noreste con el MRC de Les Basques, al sureste con Témiscouata, al suroeste con el MRC de Kamouraska y al noroeste con el estuario. En costa opuesta del estuario están ubicados los MRC de Charlevoix Este y La Haute-Côte-Nord. La superficie total es de 4050 km², de los cuales 3899 km² son tierra firme y 151 km² cubiertos por el agua. El territorio está incluso, por dos tercios, en la región natural del litoral del estuario y, por uno tercio, en los montes Notre-Dame (Apalaches). La amplia zona marítimo-terrestre, las terrazas y la Isle Verde caracterizan el paisaje.

## Urbanismo

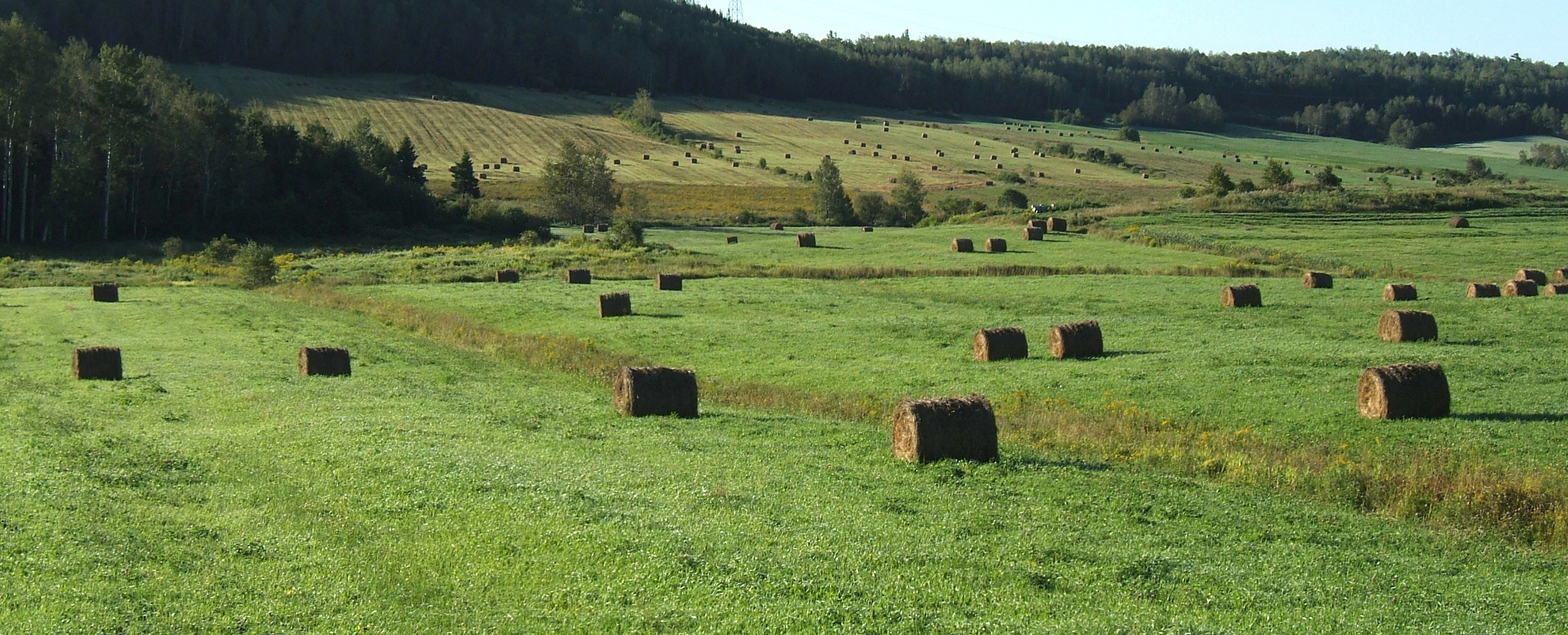
Saint-Épiphane.

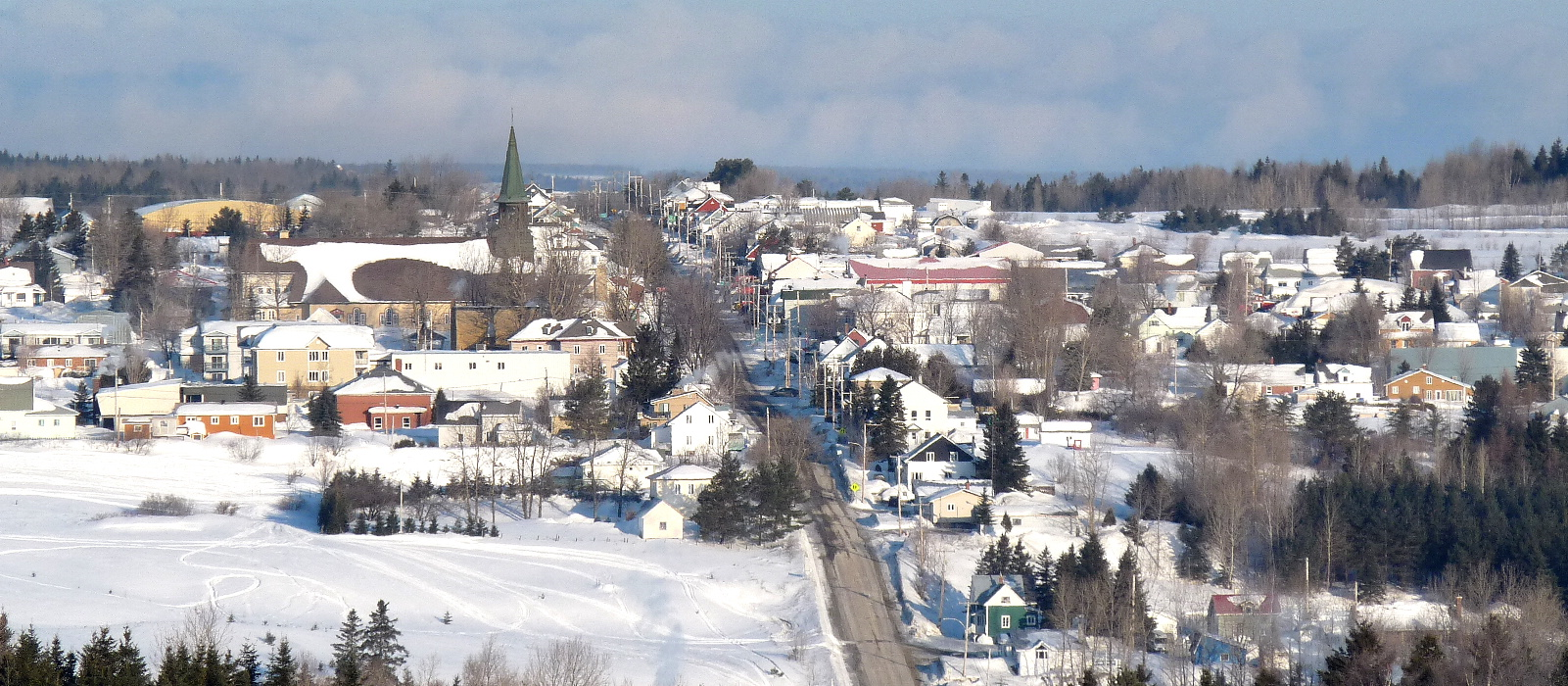
Saint-Cyprien.

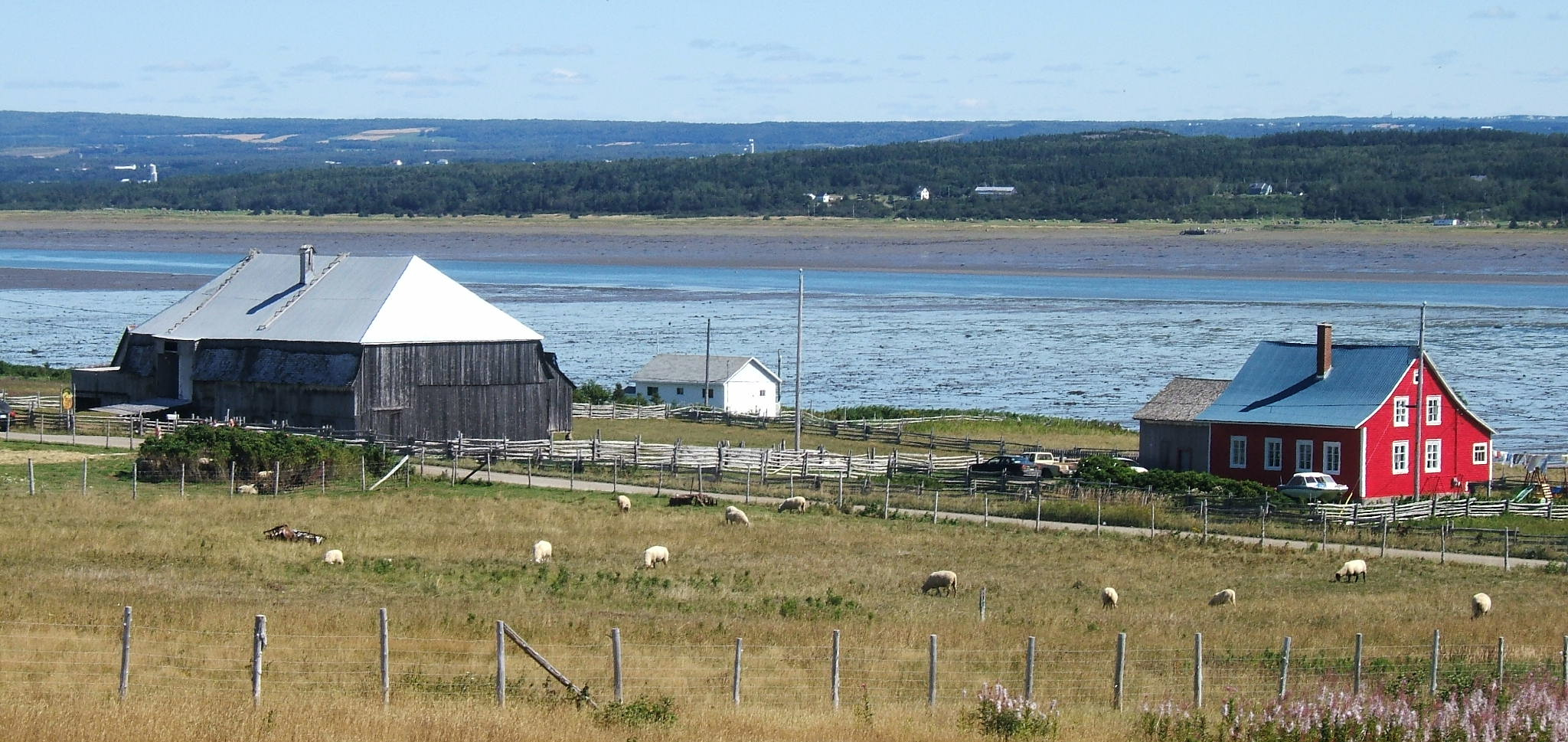
Notre-Dame-des-Sept-Douleurs.

La área metropolitana de Rivière-du-Loup comprende los municipios de Rivière-du-Loup, Cacouna, Notre-Dame-du-Portage, Saint-Antonin y Saint-Modeste.
|        | Clase               | Orientación | Odónimo                                                                | De                          | A               | Municipios del MRC |
| A 20   | Autopista           | EO          | Autoroute Jean-Lesage                                                  | Rivière-Beaudette           | Mont-Joli       | Notre-Dame-du-Portage, Rivière-du-Loup, Cacouna, L'Isle-Verte                                                           |
| A 85   | Autopista           | NS          | Autoroute Claude-Béchard                                               | Dégelis                     | Rivière-du-Loup | Saint-Antonin, Rivière-du-Loup, Notre-Dame-du-Portage                                                                   |
| QC 185 | Carretera nacional  | NS          | Chemin du Portage                                                      | Saint-Louis-du-Ha! Ha!      | Saint-Antonin   | Whitworth, Saint-Hubert-de-Rivière-du-Loup, Saint-Antonin                                                               |
| QC 191 | Carretera nacional  | NS          | Boulevard Industriel, Rue Beaubien, Rue de l’Église                    | Rivière-du-Loup             | Cacouna         | Rivière-du-Loup, Cacouna                                                                                                |
| QC 291 | Carretera local     | NS          | Rue Beaubien, Rue de l’Église, Chemin de la Seigneurie, Rue Principale | Saint-Honoré-de-Témiscouata | Rivière-du-Loup | Saint-Hubert-de-Rivière-du-Loup, Saint-François-Xavier-de-Viger, Saint-Épiphane, Saint-Arsène, Cacouna, Rivière-du-Loup |
| QC 293 | Carretera colectora | NS          | Grande Ligne                                                           | Témiscouata-sur-le-Lac      | Trois-Pistoles  | Saint-Cyprien |

## Historia

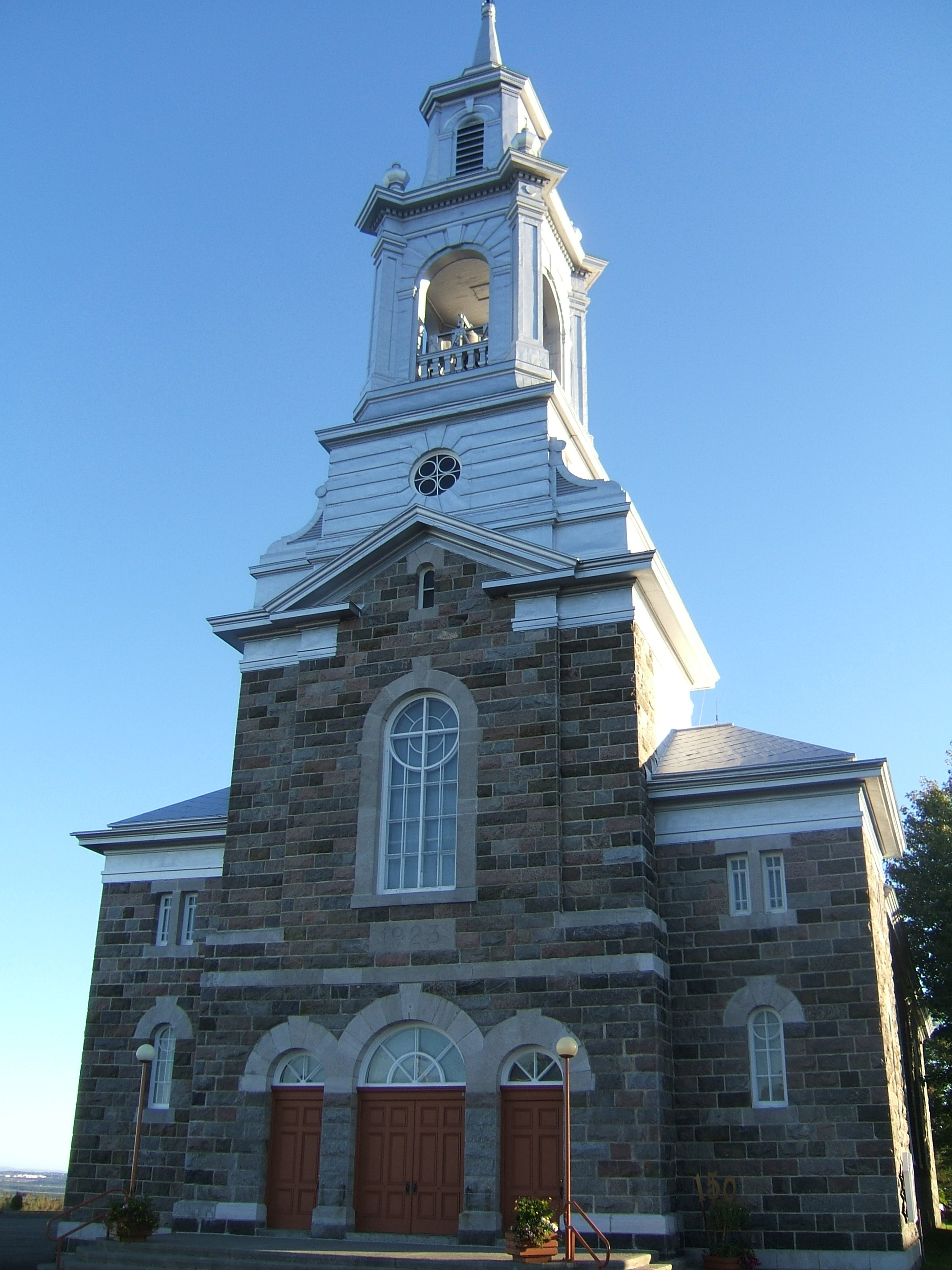
Iglesia de Saint-Antonin.

Vestigios de poblaciones amerindias fueron hallados en el territorio del MRC de Rivière-du-Loup. En Nueva Francia, los señoríos de La Chesnaye y de  L'Isle-Verte o Villeray fueron concedidos entre 1672 y 1684. Cacouna se desarrolló como balneario al fin del siglo XIX. El MRC de Rivière-du-Loup, creado en 1982, sucedió al antiguo condado de Rivière-du-Loup con dos tercios de su territorio, la parte este estando ahora inclusa en Les Basques.

## Política
El prefecto actual (2015) es Michel Lagacé, alcalde de Saint-Cyprien.
El territorio del MRC forma parte de las circunscripciones electorales de Rivière-du-Loup–Témiscouata a nivel provincial y de Montmagny—L'Islet—Kamouraska—Rivière-du-Loup a nivel federal.

## Demografía
Según el censo de Canadá de 2011, el MRC de Rivière-du-Loup contaba con 34 375 habitantes. La densidad de población estaba de 27,0 hab./km². Entre 2006 y 2011 hubo un aumento de 1070 habitantes (3,2 %). En 2011, el número total de inmuebles particulares era de 16 779, de los cuales 14 890 estaban ocupados por residentes habituales, otros siendo desocupados o residencias secundarias. La población, mi rural y mi urbana, es francófona.
Evolución de la población total, 1991-2015

## Economía

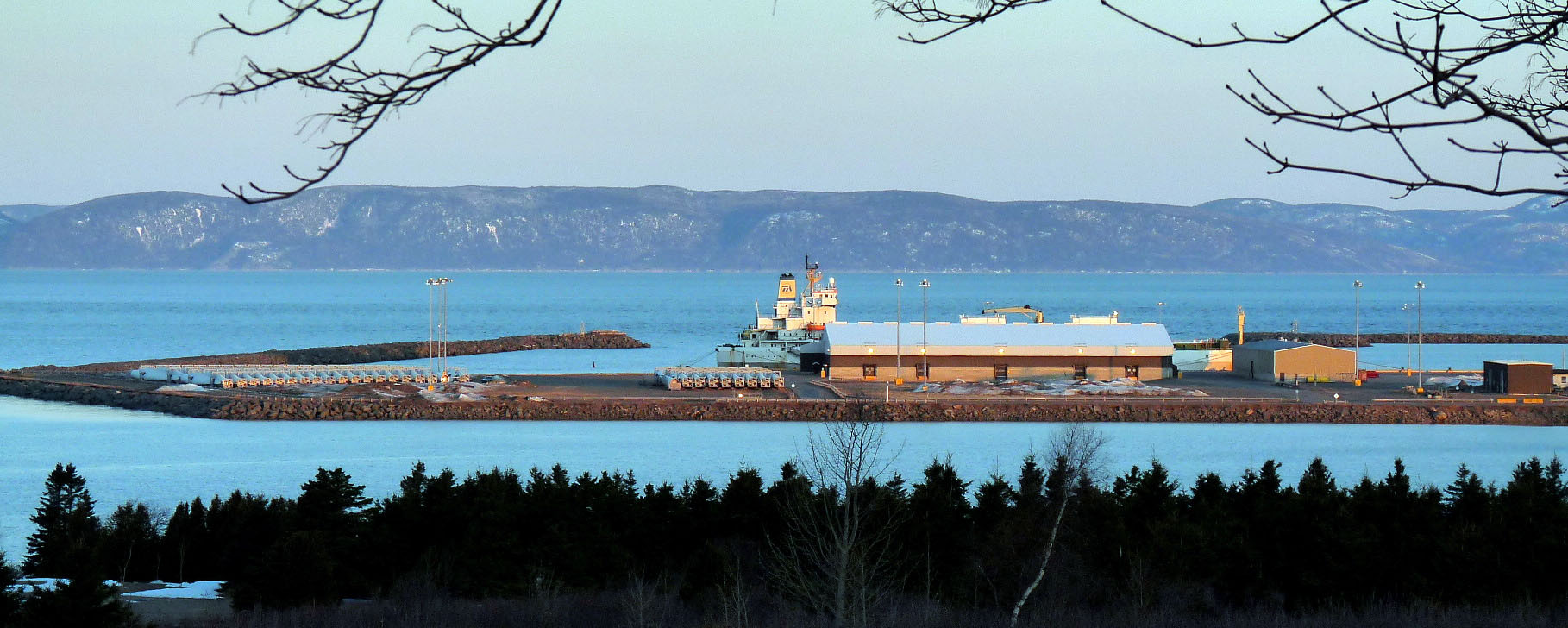
Puerto de Gros-Cacouna.

La agricultura, el transporte, la fabricación de papel, de madera y de textil son las principales actividades económicas del MRC.

## Comunidades locales
Hay 13 municipios y 2 reservas indias en el territorio del MRC de Rivière-du-Loup.
| Código | Nombre                          | Tipo          | Fecha de constitución | Superficie total (km²) | Superficie agua (km²) | Superficie tierra (km²) | Población 2015 | Gentilicio (en francés) | Densidad (hab./km²) | DT | Número de concejales | CEP                         | CEF                                          |
| ------ | ------------------------------- | ------------- | --------------------- | ---------------------- | --------------------- | ----------------------- | -------------- | ----------------------- | ------------------- | -- | -------------------- | --------------------------- | -------------------------------------------- |
| 12005  | Saint-Cyprien                   | Municipio     | 01.01.1883            | 140,98                 | 2,80                  | 138,18                  | 1135           | Cyprianais, e*          | 8,2                 | S  | 6                    | Rivière-du-Loup–Témiscouata | Montmagny—L'Islet—Kamouraska—Rivière-du-Loup |
| 12010  | Saint-Hubert-de-Rivière-du-Loup | Municipio     | 04.01.1896            | 199,93                 | 9,24                  | 190,69                  | 1240           | Saint-Hubertin, e⁰      | 6,5                 | S  | 6                    | Rivière-du-Loup–Témiscouata | Montmagny—L'Islet—Kamouraska—Rivière-du-Loup |
| 12015  | Saint-Antonin                   | Municipio     | 30.08.1856            | 176,37                 | 2,16                  | 174,21                  | 4143           | Antonien, ne*           | 23,8                | D  | 6                    | Rivière-du-Loup–Témiscouata | Montmagny—L'Islet—Kamouraska—Rivière-du-Loup |
| 12020  | Saint-Modeste                   | Municipio     | 01.07.1855            | 112,87                 | 1,92                  | 110,95                  | 1186           | Modestois, e*           | 10,7                | S  | 6                    | Rivière-du-Loup–Témiscouata | Montmagny—L'Islet—Kamouraska—Rivière-du-Loup |
| 12025  | Saint-François-Xavier-de-Viger  | Municipio     | 01.01.1950            | 112,80                 | 0,61                  | 111,21                  | 237            | Vigérois, e*            | 2,1                 | S  | 6                    | Rivière-du-Loup–Témiscouata | Montmagny—L'Islet—Kamouraska—Rivière-du-Loup |
| 12030  | Saint-Épiphane                  | Municipio     | 01.07.1855            | 82,75                  | 0,08                  | 82,67                   | 836            | Épiphanois, e*          | 10,1                | S  | 6                    | Rivière-du-Loup–Témiscouata | Montmagny—L'Islet—Kamouraska—Rivière-du-Loup |
| 12035  | Saint-Paul-de-la-Croix          | Parroquia     | 01.01.1873            | 86,49                  | 1,10                  | 85,39                   | 339            | Paulois, e*             | 4,0                 | S  | 6                    | Rivière-du-Loup–Témiscouata | Montmagny—L'Islet—Kamouraska—Rivière-du-Loup |
| 12043  | L'Isle-Verte                    | Municipio     | 09.02.2000            | 223,59                 | 104,95                | 118,64                  | 1372           | Isle-Vertois, e*        | 11,6                | S  | 6                    | Rivière-du-Loup–Témiscouata | Montmagny—L'Islet—Kamouraska—Rivière-du-Loup |
| 12045  | Notre-Dame-des-Sept-Douleurs    | Parroquia     | 01.01.1874            | 142,83                 | 131,30                | 11,53                   | 46             | Verodyant, e*           | 4,0                 | S  | 4                    | Rivière-du-Loup–Témiscouata | Montmagny—L'Islet—Kamouraska—Rivière-du-Loup |
| 12057  | Cacouna                         | Municipio     | 22.03.2006            | 175,20                 | 112,10                | 63,10                   | 1959           | Canounois, e*           | 31,0                | S  | 6                    | Rivière-du-Loup–Témiscouata | Montmagny—L'Islet—Kamouraska—Rivière-du-Loup |
| 12065  | Saint-Arsène                    | Parroquia     | 01.07.1855            | 70,88                  | 0,24                  | 70,64                   | 1229           | Arsénois, e*            | 17,4                | S  | 6                    | Rivière-du-Loup–Témiscouata | Montmagny—L'Islet—Kamouraska—Rivière-du-Loup |
| 12072  | Rivière-du-Loup                 | Ciudad        | 30.12.1998            | 140,06                 | 55,30                 | 84,76                   | 19 782         | Louperivois, e*         | 233,4               | D  | 6                    | Rivière-du-Loup–Témiscouata | Montmagny—L'Islet—Kamouraska—Rivière-du-Loup |
| 12080  | Notre-Dame-du-Portage           | Municipio     | 19.07.1856            | 115,73                 | 75,82                 | 39,91                   | 1184           | Portageois, e*          | 29,7                | S  | 6                    | Rivière-du-Loup–Témiscouata | Montmagny—L'Islet—Kamouraska—Rivière-du-Loup |
| 12802  | Whitworth                       | Reserva india | .                     | 1,64                   | 0,01                  | 1,63                    | -              | .                       | -                   | …  | …                    | Rivière-du-Loup–Témiscouata | Montmagny—L'Islet—Kamouraska—Rivière-du-Loup |
| 12804  | Cacouna                         | Reserva india | .                     | 0,00                   | 0,00                  | 0,00                    | -              | .                       | -                   | …  | …                    | Rivière-du-Loup–Témiscouata | Montmagny—L'Islet—Kamouraska—Rivière-du-Loup |
| 120    | Rivière-du-Loup                 | MRC           | 01.01.1982            | 1782,12                | 498,61                | 1283,51                 | 34 688         | Loupervien, ne*         | 27,0                | …  | …                    | Rivière-du-Loup–Témiscouata | Montmagny—L'Islet—Kamouraska—Rivière-du-Loup |

DT división territorial, D distritos, S sin división; CEP circunscripción electoral provincial, CEF circunscripción electoral federal; * Oficial, ⁰ No oficial